# مقاطعة بريسيدو (تكساس)
مقاطعة بريسيدو (بالإنجليزية: Presidio  County)‏ هي إحدى المقاطعات في ولاية تكساس، الولايات المتحدة الأمريكية، يبلغ عدد سكانها 7,818 نسمة طبقا لإحصاء عام 2010 .

موقع المقاطعة في ولاية تكساس